# Episodi di Doctor Who (serie televisiva 1963) (nona stagione)
Questa voce contiene l'elenco dei 26 episodi della nona stagione della serie TV Doctor Who, con Jon Pertwee nel ruolo del Terzo Dottore e Katy Manning nel ruolo di Jo Grant. Questi episodi sono andati in onda nel Regno Unito dal 1º gennaio al 24 giugno 1972 e sono invece del tutto inediti in Italia.
Come per tutte le stagioni della serie classica, gli episodi vengono suddivisi in "macrostorie" (in inglese, serial) con una propria continuità narrativa e un proprio titolo, qui indicato nella colonna "Titolo serial" della tabella.
| nº | Titolo originale         | Titolo italiano | Prima TV UK      | Prima TV Italia | Titolo serial        |
| -- | ------------------------ | --------------- | ---------------- | --------------- | -------------------- |
| 1  | Day of the Daleks I      |                 | 1º gennaio 1972  |                 | Day of the Daleks    |
| 2  | Day of the Daleks II     |                 | 8 gennaio 1972   |                 | Day of the Daleks    |
| 3  | Day of the Daleks III    |                 | 15 gennaio 1972  |                 | Day of the Daleks    |
| 4  | Day of the Daleks IV     |                 | 22 gennaio 1972  |                 | Day of the Daleks    |
| 5  | The Curse of Peladon I   |                 | 29 gennaio 1972  |                 | The Curse of Peladon |
| 6  | The Curse of Peladon II  |                 | 5 febbraio 1972  |                 | The Curse of Peladon |
| 7  | The Curse of Peladon III |                 | 12 febbraio 1972 |                 | The Curse of Peladon |
| 8  | The Curse of Peladon IV  |                 | 19 febbraio 1972 |                 | The Curse of Peladon |
| 9  | The Sea Devils I         |                 | 26 febbraio 1972 |                 | The Sea Devils       |
| 10 | The Sea Devils II        |                 | 4 marzo 1972     |                 | The Sea Devils       |
| 11 | The Sea Devils III       |                 | 11 marzo 1972    |                 | The Sea Devils       |
| 12 | The Sea Devils IV        |                 | 18 marzo 1972    |                 | The Sea Devils       |
| 13 | The Sea Devils V         |                 | 25 marzo 1972    |                 | The Sea Devils       |
| 14 | The Sea Devils VI        |                 | 2 aprile 1972    |                 | The Sea Devils       |
| 15 | The Mutants I            |                 | 8 aprile 1972    |                 | The Mutants          |
| 16 | The Mutants II           |                 | 15 aprile 1972   |                 | The Mutants          |
| 17 | The Mutants III          |                 | 22 aprile 1972   |                 | The Mutants          |
| 18 | The Mutants IV           |                 | 29 aprile 1972   |                 | The Mutants          |
| 19 | The Mutants V            |                 | 6 maggio 1972    |                 | The Mutants          |
| 20 | The Mutants VI           |                 | 13 maggio 1972   |                 | The Mutants          |
| 21 | The Time Monster I       |                 | 20 maggio 1972   |                 | The Time Monster     |
| 22 | The Time Monster II      |                 | 27 maggio 1972   |                 | The Time Monster     |
| 23 | The Time Monster III     |                 | 3 giugno 1972    |                 | The Time Monster     |
| 24 | The Time Monster IV      |                 | 10 giugno 1972   |                 | The Time Monster     |
| 25 | The Time Monster V       |                 | 17 giugno 1972   |                 | The Time Monster     |
| 26 | The Time Monster VI      |                 | 24 giugno 1972   |                 | The Time Monster     |

## Day of the Daleks
- Diretto da: Paul Bernard
- Scritto da: Louis Marks
- Dottore: Terzo Dottore (Jon Pertwee)
- Compagni di viaggio: Jo Grant (Katy Manning)

### Trama
Dei ribelli provenienti dal futuro, in cui la Terra è sotto il controllo dei Dalek, giungono nel XX secolo, intenzionati a cambiare il corso della storia. L'obiettivo dei ribelli pare essere l'uccisione di Sir Reginald Styles, un diplomatico inglese che sta organizzando una conferenza per la pace. La UNIT viene chiamata ad investigare ed il Dottore, finito nel futuro ritrova i suoi antichi nemici: i Dalek hanno infatti manipolato il corso della storia per sopravvivere ed invadere nuovamente la Terra.
Salvato dai ribelli, il Dottore scopre che i Dalek sono riusciti a conquistare il pianeta poiché questo era già stato indebolito dalla terza guerra mondiale, scattata dopo che una bomba aveva distrutto la conferenza mondiale per la pace organizzata da Styles. Quest'ultimo è indicato dai ribelli come il responsabile della tragedia e quindi del loro futuro. Il Dottore scopre però che i ribelli che ora si trovano nel presente hanno portato con sé una bomba al Dalekanium, fortemente instabile. Il Dottore comprende dunque che il responsabile dell'esplosione non è Styles, ma sono gli stessi ribelli, che stanno per creare il futuro che volevano tanto eliminare (paradosso della predestinazione).
I Dalek, temendo che la loro esistenza possa essere a rischio, tornano indietro nel tempo, per assicurarsi che la bomba esploda. Nel presente, la UNIT fa evacuare Styles e tutti i partecipanti alla conferenza: i Dalek entrano quindi nell'edificio ormai vuoto, che esplode, uccidendoli tutti.
- Altri interpreti: Nicholas Courtney (Brigadiere Lethbridge-Stewart), Richard Franklin (Capitano Mike Yates), John Levene (Sergente Benton), Wilfred Carter (Sir Reginald Styles)

## The Curse of Peladon
- Diretto da: Lennie Mayne
- Scritto da: Brian Hayles
- Dottore: Terzo Dottore (Jon Pertwee)
- Compagni di viaggio: Jo Grant (Katy Manning)
- Altri interpreti: David Troughton (Re di Peladon)

### Trama
Il Dottore e Jo atterrano sul pianeta Peladon e devono affrontare una misteriosa maledizione che affligge la famiglia reale. Il Dottore scopre che dietro tutto questo potrebbero celarsi i suoi vecchi nemici, i guerrieri del ghiaccio.

## The Sea Devils
- Diretto da: Michael E. Briant
- Scritto da: Malcolm Hulke
- Dottore: Terzo Dottore (Jon Pertwee)
- Compagni di viaggio: Jo Grant (Katy Manning)
- Altri interpreti: Roger Delgado (Il Maestro), Clive Morton (Trenchard)

### Trama
Il Dottore e Jo fanno visita al Maestro, rinchiuso in una prigione su un'isola, dopo essere stato catturato dalla UNIT (alla fine dell'ottava stagione). Nonostante sia sorvegliato giorno e notte da telecamere e uomini armati, addestrati a contrastare l'ipnosi del Maestro, quest'ultimo si rifiuta di comunicare la collocazione del suo TARDIS. Il Dottore e Jo stanno per andarsene, ma il Signore del Tempo non riesce a resistere al desiderio di investigare sulla misteriosa scomparsa di alcune navi della prigione. Il Dottore scopre che i responsabili sono i Diavoli del Mare, cugini acquatici dei Siluriani. Nel frattempo, il Maestro ha ipnotizzato il direttore della prigione, che sta costruendo un macchinario in grado di controllare i Diavoli marini: il fine ultimo del Maestro è rimasto infatti la conquista del mondo. Il Dottore riuscirà a sventare la minaccia, evitando che la UNIT intervenga come in The Silurians, ma non riuscirà ad impedire la fuga del Maestro.

## The Mutants
- Diretto da: Christopher Barry
- Scritto da: Bob Baker e Dave Martin
- Dottore: Terzo Dottore (Jon Pertwee)
- Compagni di viaggio: Jo Grant (Katy Manning)

### Trama
Sul pianeta Solos, qualcosa sta trasformando la popolazione soloniana in orribili mutanti.

## The Time Monster
- Diretto da: Paul Bernard
- Scritto da: Robert Sloman e Barry Letts (non accreditato)
- Dottore: Terzo Dottore (Jon Pertwee)
- Compagni di viaggio: Jo Grant (Katy Manning)
- Altri interpreti: Nicholas Courtney (Brigadiere Lethbridge-Stewart), Roger Delgado (Il Maestro), Richard Franklin (Capitano Mike Yates), John Levene (Sergente Benton)

### Trama
Il Dottore e Jo investigano sul funzionamento della macchina TOMTIT, inventata dal professor Thascalos (parola greca per "Maestro"), e sulle misteriose potenzialità racchiuse nel cristallo di Kronos...